# Фини (окръг, Канзас)
Окръг Фини (на английски: Finney County) е окръг в щата Канзас, Съединени американски щати. Площта му е 3375 km², а населението - 40 998 души. Административен център е град Гардън Сити.